# Fudbalski Klub Dečić Tuzi
El Fudbalski Klub Dečić Tuzi (en montenegrino cirílico: Фудбалски клуб Дечић Тузи) es un club de fútbol de Montenegro de la ciudad de Tuzi. Fue fundado en 1926 y se desempeña en la Primera División de Montenegro.

## Historia
El Decic recibe su nombre de una colina en las alturas de la ciudad de Tuzi. Es un club que comenzó a competir en competiciones oficiales a partir de la segunda mitad del siglo XX. La mayor parte de su trayectoria deportiva ha discurrido en tercera categoría, incluso en cuarta categoría a nivel local. En 2006 tras la creación de la Primera División de Montenegro el Decic milita en la máxima categoría montenegrina.
Entre algunos de los jugadores célebres que ha exportado el Decic se encuentran Refik Šabanadžović, Ardian Đokaj, o Sanibal Orahovac.

## Entrenadores

### Cronología de los entrenadores
- Vojo Pejović (Jul 2006 - Sep 2006)
- Mladen Vukičević (Sep 2006 – Jun 2007)
- Bozidar Vuković (Jul 2007 - Jun 2009)
- Ivan Čančarević (Jul 2009 – Dic 2009)
- Slaviša Božičić (Ene 2010 – Jun 2010)
- Mladen Vukičević (Jul 2010 – Sep 2011)
- Bozidar Vuković (Sep 2011 - Jun 2012)
- Fuad Krkanović (Jul 2012 – Jun 2013)
- Radim Nečas (Jul 2013 – Mar 2014)
- Pavel Malura (Mar 2014 – Abr 2014)
- Fuad Krkanović (Abr 2014 – Jun 2015)[1]
- Viktor Trenevski (Jul 2015 - Oct 2015)[2]
- Fuad Krkanović (Oct 2015 – Jun 2016)
- Milija Savović (Jul 2016 – Sep 2016)[3]
- Edis Mulalić (Sep 2016 - Mar 2017)[4]
- Fuad Krkanović (Mar 2017)
- Edis Mulalić (Mar 2017 - May 2017)
- Fuad Krkanović (May 2017 – Jun 2017)
- Mirko Marić (Jul 2017 – Dic 2017)[5]
- Viktor Trenevski (Ene 2018 - May 2018)[6]
- Fuad Krkanović (May 2018 – Jul 2020)
- Edis Mulalić (Jul 2020 – Sep 2021)[7]
- Miljan Radović (Sep 2021 – Abr 2022)
- Vladimir Janković (Abr 2022 – Sep 2022)
- Derviš Hadžiosmanović (Sep 2022 – presente)

## Palmarés
- Primera División de Montenegro (1): 2023/24.
- Segunda División de Montenegro (2): 2012/13, 2019/20.
- Liga de la República Montenegrina (1): 2003/04
- Cuarta Liga de Montenegro (6): 1971/72, 1975/76, 1982/83, 1986/87, 2001/02, 2002/03

## Participación en competiciones de la UEFA
| Temporada | Torneo                  | Ronda         | Club             | Casa | Visita | Global      |
| --------- | ----------------------- | ------------- | ---------------- | ---- | ------ | ----------- |
| 2021-22   | Liga Conferencia Europa | Primera ronda | Drita            | 0–1  | 1–2    | 1–3         |
| 2022-23   | Liga Conferencia Europa | Primera ronda | Dinamo Minsk     | 1-2  | 1-1    | 2-3         |
| 2024-25   | UEFA Champions League   | Primera ronda | TNS              | 1-1  | 0-3    | 1-4         |
| 2024-25   | Liga Conferencia Europa | Segunda ronda | FC Dinamo Batumi | 0-0  | 2-0    | 2-0         |
| 2024-25   | Liga Conferencia Europa | Tercera ronda | HJK Helsinki     | 2-1  | 0-1    | 2-2 (3-4 p) |
| 2024-25   | Liga Conferencia Europa | Primera ronda | FK Sileks        | 2-0  | 1-2    | 3-2         |
| 2024-25   | Liga Conferencia Europa | Segunda ronda | Rapid Viena      | 0-2  | 2-4    | 2-6         |